# Was Marielle weiß
Was Marielle weiß ist ein deutscher Spielfilm von Frédéric Hambalek aus dem Jahr 2025.

## Handlung
Das Paar Julia und Tobias führt mit seiner Tochter Marielle scheinbar ein harmonisches Familienleben. Die Idylle zerbricht, als Marielle eines Tages telepathische Fähigkeiten entwickelt. Fortan kann die Tochter alles sehen und hören, was ihre Eltern tun – immer und überall. Dies fördert unter anderem Details aus Julias und Tobias Privatleben zutage. Nach und nach werden tief verborgene Konflikte offenbart. Daraufhin beschließen Julia und Tobias ein manipulatives Spiel zu beginnen. Dies führt zu immer unangenehmeren und absurderen Situationen. Das Problem und die Folgen werden immer weiter verschärft.

## Veröffentlichung
Was Marielle weiß (internationaler Titel: What Marielle Knows) wurde am 17. Februar 2025 im Rahmen der 75. Berlinale uraufgeführt. Dort wurde das Werk in den Hauptwettbewerb um den Goldenen Bären eingeladen.

## Kritik
„Nur eine Ohrfeige kann die Situation retten. Aber wer verpasst sie dem Kind? Die sonst so einfühlsamen Eltern stehen vor ihrer Tochter und streiten sich darum, wer die Ohrfeige verpassen soll, Tobias der Vater oder Julia die Mutter? Die Antwort von Julia ist einer der vielen Höhepunkte von WAS MARIELLE WEISS. Natürlich der Papa, so will es die Tradition. Mit diesem einen kurzen Satz wird ein ganzes Gesellschaftssystem durchleuchtet. Überhaupt wirft der Film implizit hochspannender Themen auf, ohne Belehrung aber mit viel köstlicher Ironie. Unvergesslich!“ - arttv.ch